# 嘉義慈濟宮
23°28′50″N 120°26′56″E / 23.480569°N 120.448819°E
嘉義慈濟宮，又稱外教場埔七境王爺宮，是位於臺灣嘉義市西區國華里的王爺廟，有嘉義市最早的八家將組織。

## 沿革
此廟前身是名為「天地河宮」的私人神壇，主神是從南鯤鯓代天府恭迎而來的五府千歲。道光二十三年（1843年），張海諒、張宗耀、張振貴夫婦等捐募興建，始名為「慈濟宮」並立碑為記，乃諸羅縣城外七境的境主廟，俗稱「外教場埔七境王爺宮」。
廟地廣場為諸羅縣城外教場埔的一部分，為臺灣清治時期清軍練兵與處死犯人之處，傳說此廟前的榕樹會懸掛犯人的頭顱，因此以前當地人都相當敬畏此樹。此時代嘉義城內外共有十六境，除慈濟宮轄外七境，城內嘉義城隍廟轄六境，鎮南聖神宮轄三境。
昭和九年（1934年）重建。日治末期廢廟，廟堂建材被買去重建嘉義彌陀禪寺。1946年復廟，1971年再度重建。
分香廟有嘉義市嘉興宮。

## 資產
全廟設計由大木陳專琳（煌司）負責，小木由黃水臨施作。門神為潘麗水之手、浮塑壁畫為陳壽彝之作、交趾陶出自陳專友、神殿兩尊真人比例的八家將是蔡有土所塑。
1918年，廟方創立嘉義市最早的八家將陣頭組織－如意振裕堂，由臺南元和宮白龍庵如意增壽堂什家將廖慈、蔡連等兩位導師傳授，「如意」二字，則是為表如意增壽堂傳授之恩。陣式組成以甘、柳、謝、范四大將軍及春、夏、秋、冬四季神為主軸。
嘉義市長黃敏惠在2014年5月24日致贈「慈恩廣濟」匾額給此廟，以感謝傳承地方陣頭文化資產不遺餘力。2015年8月11日，嘉義市政府文化局將此廟陣頭以「嘉義市慈濟宮駕前如意振裕堂八家將」之名登錄為嘉義市文化資產，屬傳統表演藝術類保存團體，是繼拱吉堂什家將後，被嘉義市政府登錄為傳統表演藝術的另一家將團。
2020年秋，建身登錄為嘉義市歷史建築。
2024年，「慈濟宮如意振裕堂日治時期八家將圖」登錄為一般古物。

## 圖集

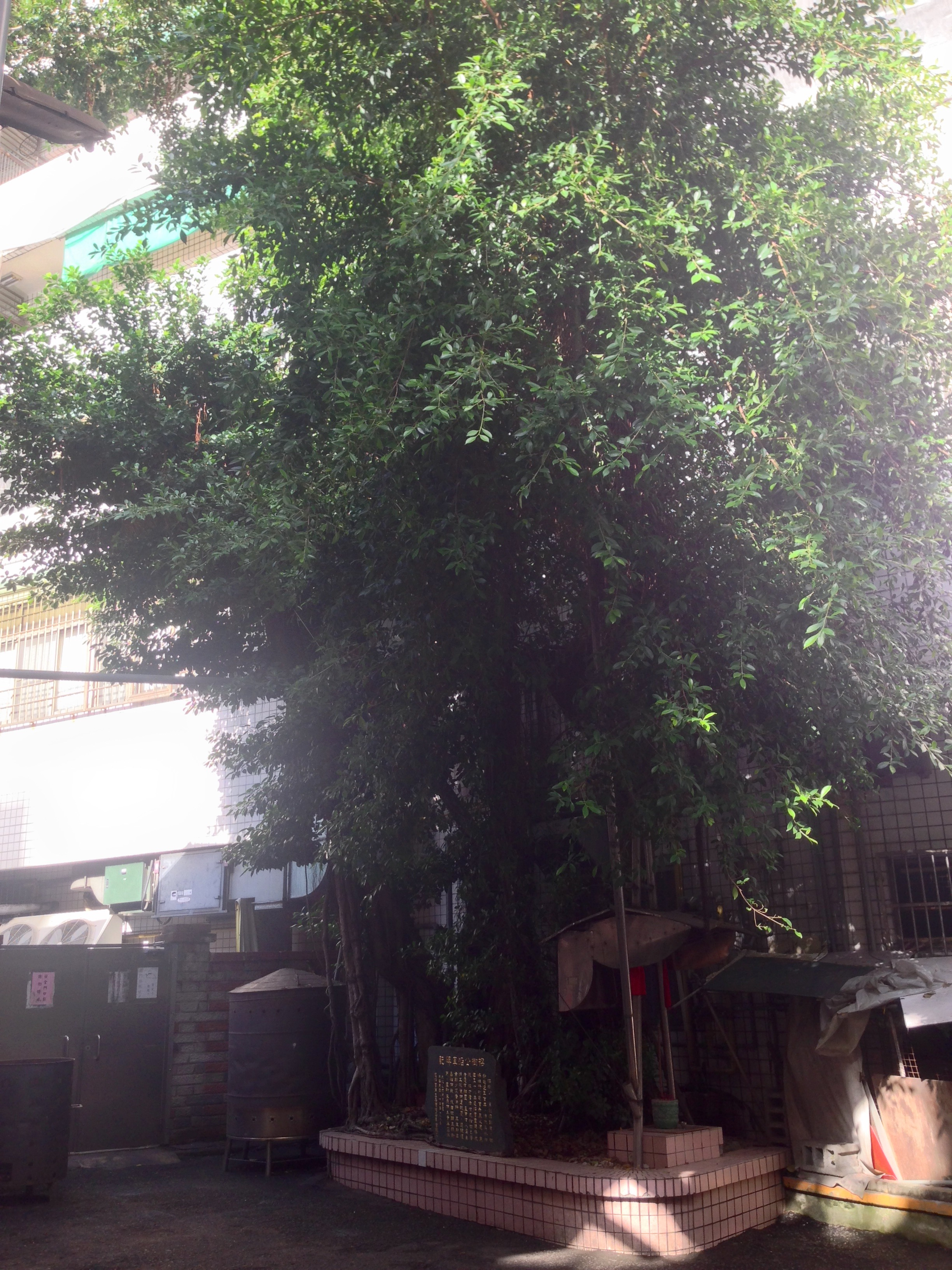
廟前榕樹
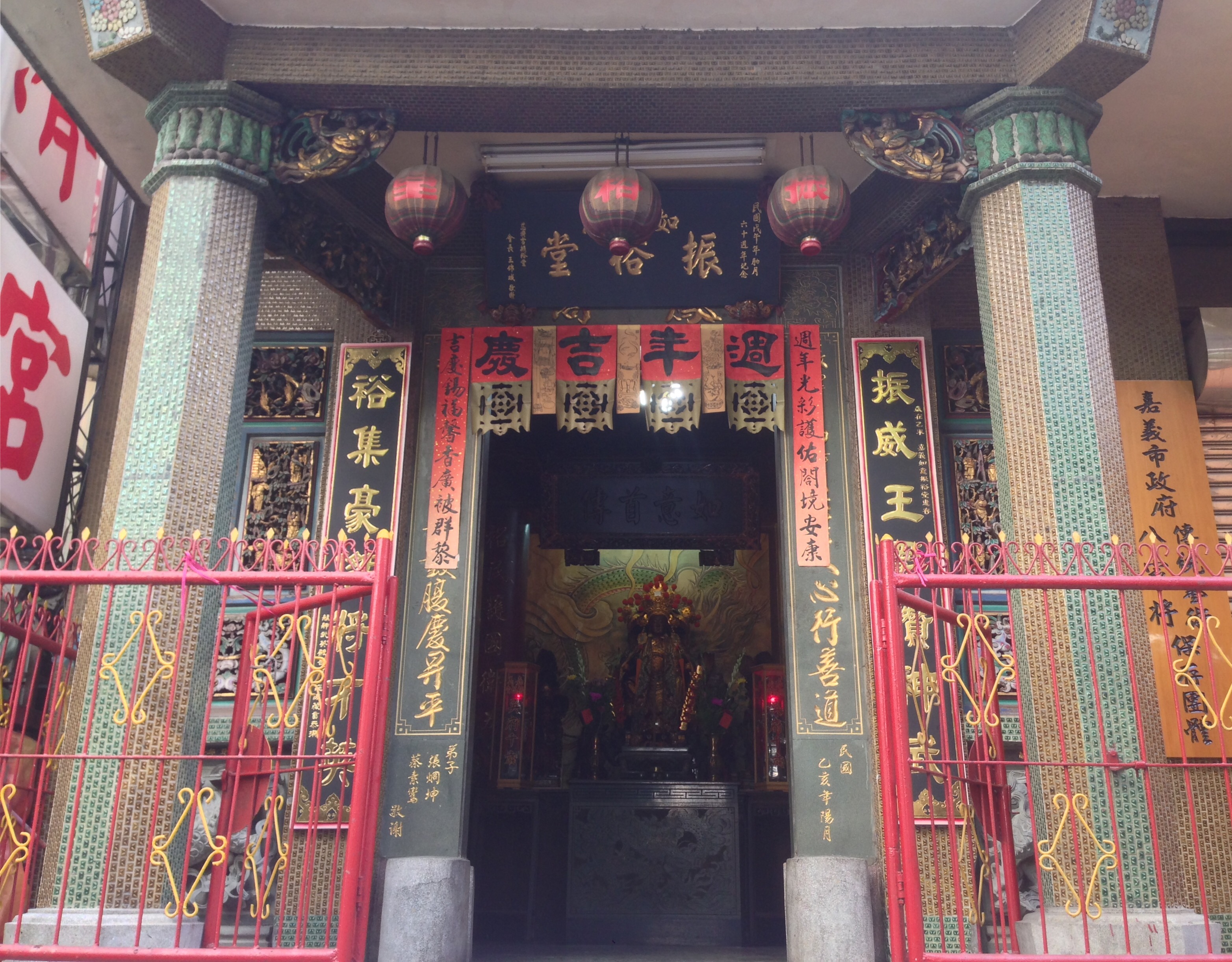
如意振裕堂
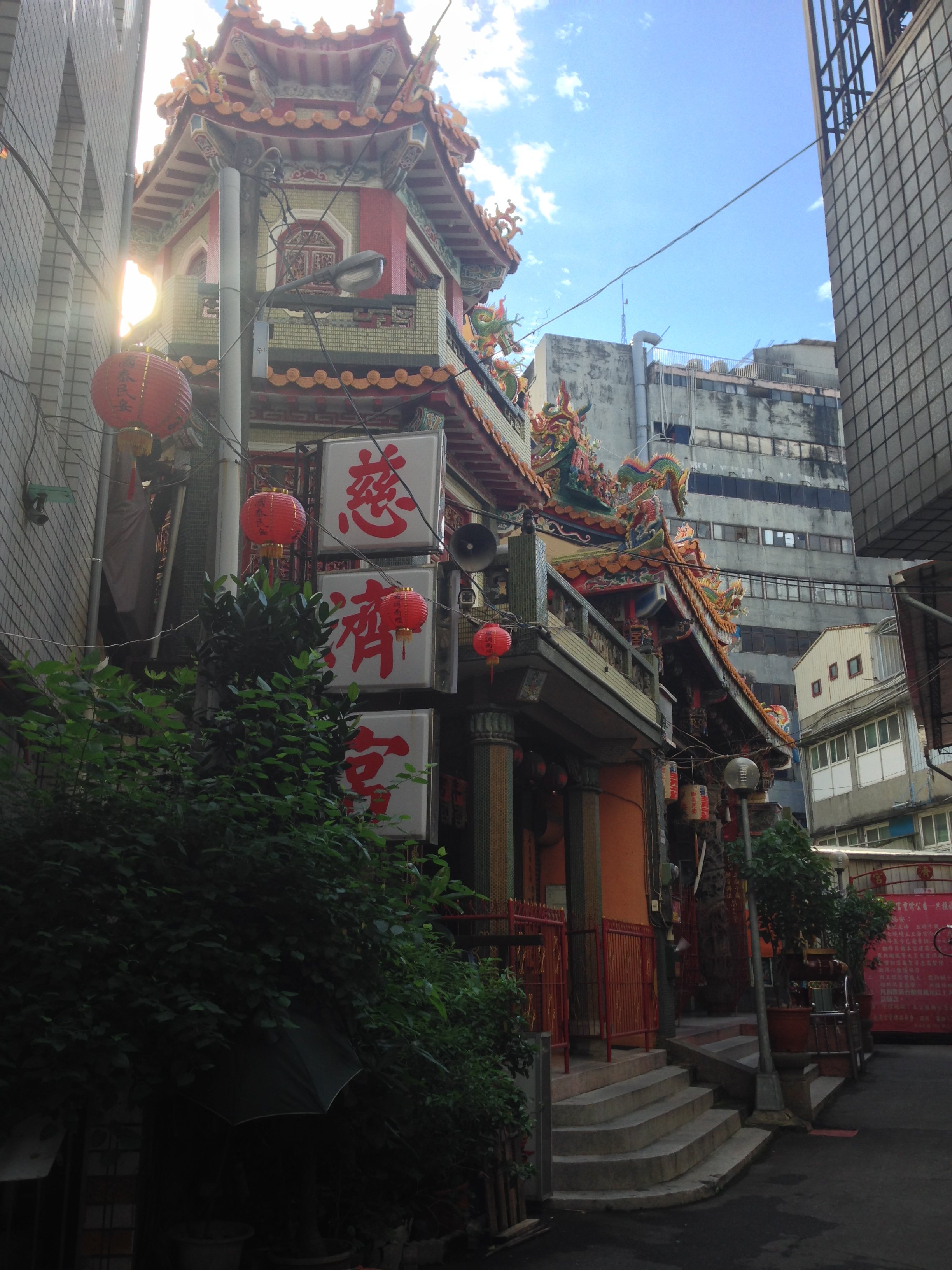
廟一角
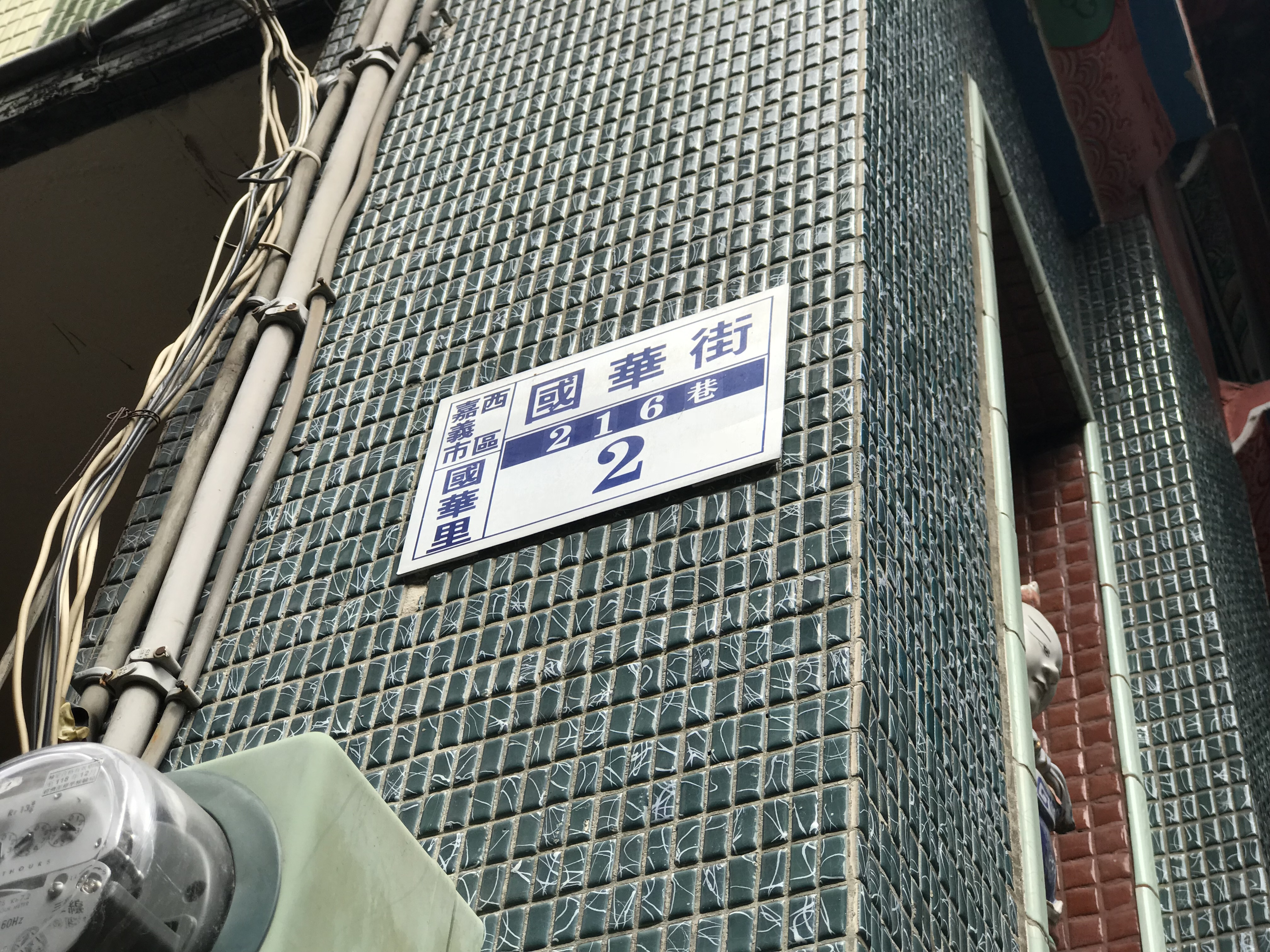
門牌為西區國華里國華街216巷2號。

## 外部連結
- 歷史建築 嘉義慈濟宮的Facebook專頁